# Donnellson, Iowa
Donnellson är en ort i Lee County i Iowa. Vid 2010 års folkräkning hade Donnellson 912 invånare.